# Seznam československých státních vyznamenání

## Československá republika

### Vyznamenání, řády a medaile
- Československá medaile Vítězství
- Československá medaile Za chrabrost před nepřítelem
  -  Dvojnásobný držitel
  -  Trojnásobný držitel
  -  Čtyřnásobný držitel
- Československá medaile za zásluhy
  -  I. stupně
  -  II. stupně
- Československá revoluční medaile
- Československý válečný kříž 1939
  -  Dvojnásobný držitel
  -  Trojnásobný držitel
  -  Čtyřnásobný držitel
  -  Pětinásobný držitel
- Československý válečný kříž 1914–1918
  -  Dvojnásobný držitel
  -  Trojnásobný držitel
  -  Čtyřnásobný držitel
  -  Pětinásobný držitel
  -  S lipovým lístkem
  -  Bronzová hvězda
  -  Stříbrná hvězda
  -  Zlatá hvězda
- Československý velitelský řád Jana Žižky z Trocnova
  -  Zlatá hvězda (I. stupeň)
  -  Stříbrná hvězda (II. stupeň)
  -  Medaile (III. stupeň)
- Řád Bílého lva za vítězství
  -  I. stupně
  -  II. stupně
  -  III. stupně
  -  IV. stupně
  -  V. stupně
- Československý vojenský řád Za svobodu
- Hrdina Československé socialistické republiky
- Hrdina socialistické práce
- Československá Jánošíkova medaile
- Medaile J.A. Komenského
- Medaile Jana Evangelisty Purkyně
- Medaile Jana Žižky z Trocnova
- Medaile Za službu vlasti
- Medaile za upevňování přátelství ve zbrani
  -  II. stupeň
  -  III. stupeň
- Medaile Za zásluhy o ČSLA
  -  I. stupeň
  -  II. stupeň
- Řád Bílého lva
  -  Velkokřížovník (I. třída)
  -  Velkodůstojník (II. třída)
  -  Komandér (III. třída)
  -  Důstojník (IV. třída)
  -  Rytíř (V. třída)
- Řád Klementa Gottwalda – za budování socialistické vlasti
- Řád práce
- Řád přátelství
- Řád republiky
- Řád rudé hvězdy
- Řád rudé hvězdy práce
- Řád rudého praporu práce
- Řád rudé zástavy
- Řád Slovenského národního povstání
  -  I. třídy
  -  II. třídy
  -  III. třídy
- Řád sokola
  -  S hvězdičkou
- Řád Vítězného února
- Řád 25. února
  -  I. třídy
  -  II. třídy
  -  III. třídy
- Státní cena Klementa Gottwalda
- Vyznamenání Za statečnost
- Vyznamenání Za vynikající práci
- Vyznamenání Za zásluhy o lidové milice
- Medaile Za zásluhy o obranu vlasti
- Vyznamenání Za zásluhy o výstavbu

### Pamětní medaile
- Bachmačská pamětní medaile
- Dukelská pamětní medaile
- Pamětní medaile k 20. výročí osvobození ČSSR
- Pamětní medaile 40. výročí osvobození
- Pamětní medaile československé armády v zahraničí
  -  se štítky Francie, Velká Británie a SSSR
  -  se štítky Francie a Velká Británie
  -  se štítkem Francie
  -  se štítkem Velká Británie
  -  se štítkem Střední východ
  -  se štítkem SSSR
- Pamětní odznak československého dobrovolce z let 1918-1919
- Pamětní odznak druhého národního odboje
- Sokolovská pamětní medaile
- Zborovská pamětní medaile

### Čestné tituly
- Zasloužilý mistr sportu
- Národní umělec
- Vzorný učitel
- Zasloužilý lékař
- Zasloužilý mistr sportu
- Zasloužilý trenér
- Zasloužilý umělec

## Česká a Slovenská federativní republika
- Řád Bílého lva
  -  I. třída
  -  II. třída
  -  III. třída
  -  IV. třída
  -  V. třída
- Řád Tomáše Garrigua Masaryka
  -  I. třída
  -  II. třída
  -  III. třída
  -  IV. třída
  -  V. třída
- Řád Milana Rastislava Štefánika
  -  I. třída
  -  II. třída
  -  III. třída
  -  IV. třída
  -  V. třída
- Medaile Za hrdinství
  -  pro vojáky
- Medaile Za zásluhy
  -  I. třída
  -  II. třída
  -  III. třída
  -  I. třída pro vojáky
  -  II. třída pro vojáky
  -  III. třída pro vojáky